# Dynamene (Mythologie)
Dynamene (altgriechisch Δυναμένη Dynaménē) ist in der griechischen Mythologie eine der 50 Töchter des Nereus und der Doris und damit eine der Nereiden.
Sie wird in den Namenslisten der Nereiden der Bibliotheke des Apollodor, bei Homer, Hesiod und Hyginus genannt.